# Sevnica

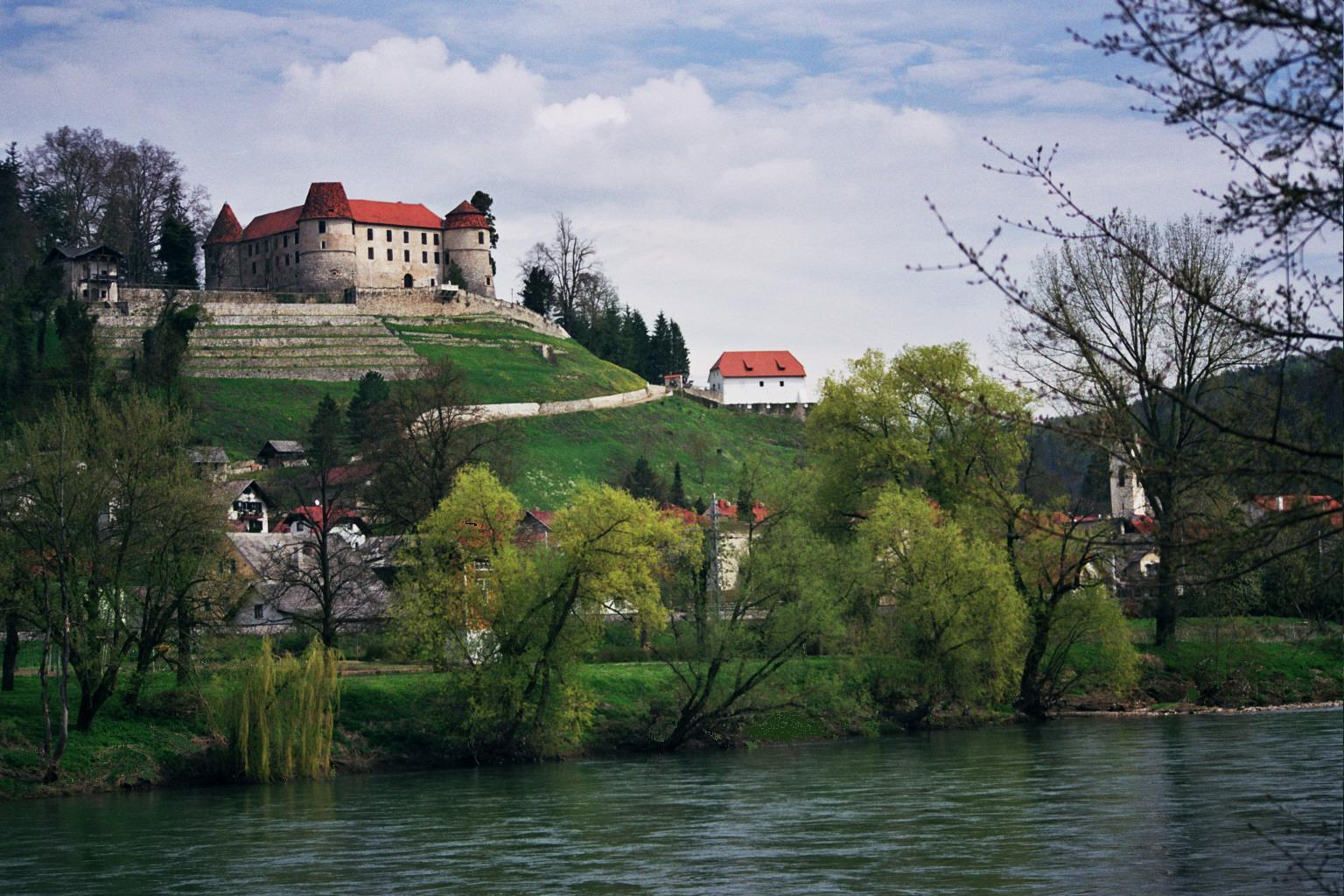
Zamek Sevnica

Sevnica – miasto na lewym brzegu rzeki Sawy, w środkowej Słowenii, siedziba gminy Sevnica. Jedna z trzech głównych osad w Dolinie Dolnej Sawy. Ośrodek przemysłu spożywczego, włókienniczego, chemicznego, meblarskiego i maszynowego. Stare miasto Sevnica leży pod Zamkiem Sevnica, który wznosi się na szczycie Góry Zamkowej, a nowa część miasta rozciąga się wzdłuż wzgórz aż do Doliny Sawy. W 2018 roku liczyła 4476 mieszkańców.

## Historia
Osada została po raz pierwszy wzmiankowana w 1275 jako Liechtenwalde (Lihtenwalde w 1309, Lietenueld w 1344, Liechtenwald w 1347, Sielnizza w 1581 roku).
Przez wieki miasto Sevnica było położone na granicy dwóch historycznych regionów: Krainy i Styrii. Pierwsze wzmianki odnotowano w dokumentach datowanych na 1275, pod niemiecką nazwą Liehtenwalde. W XVI wieku miasto było ważnym ośrodkiem reformacji. W XVIII wieku Sevnica została włączona do Dolnej Krainy. W latach 1809–1813 była miastem granicznym pomiędzy Prowincją Iliryjską a Cesarstwem Austrii. W połowie XIX wieku, stała się ważnym ośrodkiem odrodzenia narodowego Słowenii; w 1869 była miejscem jednego z pierwszych masowych wieców na rzecz Wielkiej Słowenii. W 1862 uzyskało połączenie kolejowe (Sevnica (stacja kolejowa)).
Podczas II wojny światowej, kiedy obszar został przyłączony do Rzeszy, większość jego mieszkańców wysiedlono i zastąpiono przez Niemców. Wielu mieszkańców zginęło w nazistowskich obozach koncentracyjnych. Po wojnie miasto zaczęło się rozwijać jako centrum przemysłowe w Dolinie Dolnej Sawy.
W Sevnicy znajdują się cztery masowe groby z okresu II wojny światowej.

## Religia
Kościół parafialny pw. św. Mikołaja i należy do diecezji Celje. Do tej samej parafii należą kościoły: św. Floriana, Matki Boskiej i św. Anny. W mieście znajduje się też Sala Królestwa Świadków Jehowy.

## Gospodarka
W mieście siedzibę ma Lisca, jedna z największych europejskich firm z branży bieliźniarskiej. Innym ważnym przedsiębiorstwem jest Stilles, firma produkująca meble.

## Osoby związane z Sevnicą
Z Sevnicy pochodzi Melania Trump (ur. jako Melanija Knavs) -  słoweńsko-amerykańska modelka. Pierwsza dama Stanów Zjednoczonych od 20 stycznia 2017, małżonka 45. prezydenta Stanów Zjednoczonych Donalda Trumpa. 